# Nazarovskij rajon
Il Nazarovskij rajon è un rajon (distretto) del kraj di Krasnojarsk, nella Russia siberiana centrale; il capoluogo è la città di Nazarovo, che costituisce tuttavia un'entità amministrativa autonoma direttamente dipendente dal kraj.